# Curse of the Hidden Mirror
Curse of the Hidden Mirror četrnaesti je studijski album američkog hard rock sastava Blue Öyster Cult. Album je 5. lipnja 2001. godine objavila diskografska kuća Sanctuary Records. Jedini singl s albuma bila je pjesma "Pocket" koja nije bila dobro prihvaćena. Zbog loše je prodaje albuma Sanctuary Records raskinuo ugovor s grupom te ona do danas nije snimila niti jedan novi album niti je potpisala glazbeni ugovor s ikakvom diskografskom kućom.

## O albumu
Album je dobio ime po pjesmi sadržanoj na neobjavljenom albumu grupe Stalk-Forrest Group, sastava koji će kasnije promijeniti ime u Blue Öyster Cult. Navedeni je album izvorno bio snimljen 1970. godine.
John Shirley, autor poznat po svojim znanstvenofantastičnim cyberpunk književnim djelima, napisao je većinu tekstova pjesama na albumu.
Pjesma "Out of the Darkness" izvorno se pojavila u filmu Bad Channels iz 1992. godine za koji je Blue Öyster Cult snimio filmsku glazbu, iako sama pjesma na koncu nije bila uvrštena u album filmske glazbe filma.

## Popis pjesama
| 1.    | »Dance on Stilts«             | Donald Roeser, John Shirley                             | 6:05 |
| 2.    | »Showtime«                    | Eric Bloom, John Trivers                                | 4:38 |
| 3.    | »The Old Gods Return«         | Bloom, Roeser, Shirley                                  | 4:36 |
| 4.    | »Pocket«                      | Roeser, Shirley                                         | 4:15 |
| 5.    | »One Step Ahead of the Devil« | Bloom, Roeser, Danny Miranda, Bobby Rondinelli, Shirley | 4:16 |
| 6.    | »I Just Like to Be Bad«       | Bloom, Bryan Neumeister, Shirley                        | 3:54 |
| 7.    | »Here Comes That Feeling«     | Roeser, Dick Trismen                                    | 3:21 |
| 8.    | »Out of the Darkness«         | Miranda, Bloom, Roeser, Shirley                         | 5:06 |
| 9.    | »Stone of Love«               | Roeser, Richard Meltzer                                 | 5:49 |
| 10.   | »Eye of the Hurricane«        | Bloom, Neumeister, Roeser, Rondinelli, Shirley          | 4:40 |
| 11.   | »Good to Feel Hungry«         | Miranda, Bloom, Roeser, Shirley                         | 4:12 |
| 50:54 |                               |                                                         |      |

## Recenzije
Hal Horowitz, glazbeni kritičar sa stranice AllMusic, dodijelio je albumu četiri od pet zvjezdica te je komentirao: "Curse of the Hidden Mirror ostaje ukorijenjen u čvrstom, a opet zvonkom [glazbenom] pristupu skupine, no postaje poželjan zbog snažnih pjesama koje često [po kvaliteti] dostižu, ali baš i ne nadilaze njezinu najbolju glazbu. Kao povratak stilističkom trijumfu Agents of Fortunea i slično nazvanog Mirrorsa, ponovno se oživljeni kvintet sjedinjuje oko rockerskih pjesama oštrih rifova koje pokazuju da je sazreo, ali da nije izgubio svoje svemirske sposobnosti."

## Zasluge
| Blue Öyster Cult - Eric Bloom – vokali (na pjesmama 2, 3, 5, 6, 8, 10 i 11), gitara, klavijature, produkcija - Donald "Buck Dharma" Roeser – vokali (na pjesmama 1, 4, 7 i 9), gitara, klavijature, produkcija - Allen Lanier – gitara, klavijature - Danny Miranda – prateći vokali, bas-gitara, klavijature - Bobby Rondinelli – bubnjevi | Dodatni glazbenici - Norman DelTufo – perkusija - George Cintron – prateći vokali Ostalo osoblje - Paul Orofino – inženjer zvuka, miksanje - Leon Zervos – mastering |